# Eugenia del Pino

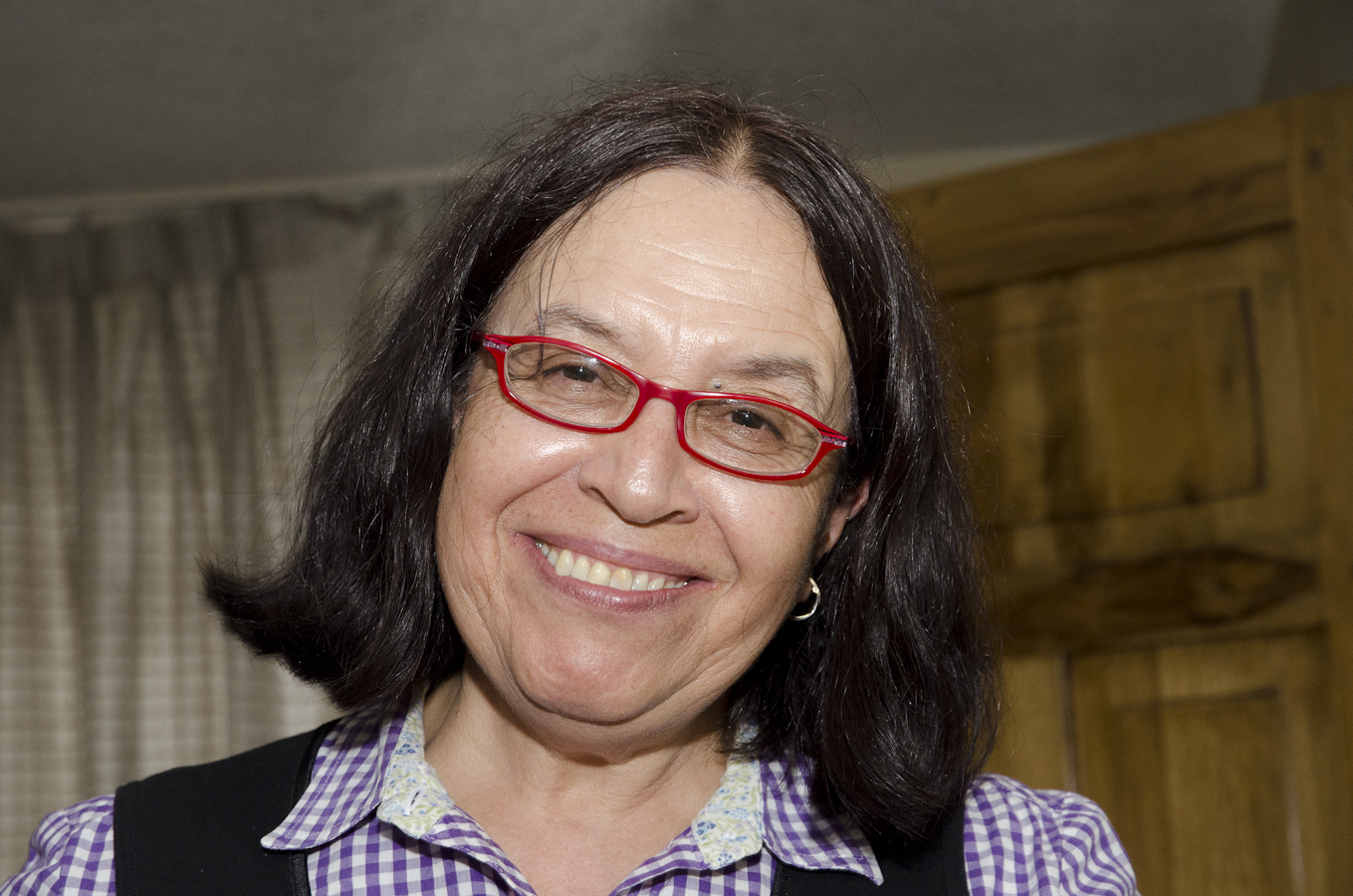
Del Pino Eugenia, 2012

Eugenia María del Pino Veintimilla (* 19. April 1945 in Quito, Ecuador) ist eine ecuadorianische Biologin und Hochschullehrerin. Sie ist emeritierte Professorin für Biowissenschaften an der Päpstlichen Katholischen Universität von Ecuador (PUCE). Sie war 1988 die erste ecuadorianische Frau, die in die Lateinamerikanische Akademie der Wissenschaften gewählt wurde und 2006 die erste Ecuadorianerin, die in die National Academy of Sciences gewählt wurde. Ihr Forschungsschwerpunkt liegt auf der Untersuchung der Entwicklung bei Amphibien, insbesondere der Entwicklung des Frosches Gastrotheca riobambae und des Frosches Colostethus machalilla.

## Leben und Werk
Sie erhielt 1967 einen „licenciatura“-Abschluss von der PUCE in Quito, 1969 einen Master of Science am Vassar College in Poughkeepsie und promovierte 1972 an der Emory University in Atlanta. Nach Abschluss ihres Doktorats begann sie in Ecuador ihre berufliche Tätigkeit am Institut für Biowissenschaften der Pontificia Universidad Católica del Ecuador. Ihr Engagement als Naturschützerin der Galápagosinseln begann 1973, als sie gebeten wurde, Studenten für ein neu eingerichtetes Stipendienprogramm der Charles Darwin Research Foundation für die Galápagosinseln auszuwählen. Seitdem ist sie als Mitglied und Vizepräsidentin der Charles Darwin Foundation aktiv. Ihre Arbeit und ihr Engagement wurden mit mehreren Preisen und Auszeichnungen gewürdigt.
Von 1972 bis 2013 war sie Professorin für Biologie an der PUCE und seit 2013 ist sie emeritierte Professorin. Mit einem Stipendium der Alexander von Humboldt-Stiftung forschte sie von 1984 bis 1985 am Deutschen Krebsforschungszentrum in Heidelberg im Labor von Michael F. Trendelenburg. 1990 war sie Fulbright-Stipendiatin im Labor von Joseph G. Gall in der Abteilung für Embryologie der Carnegie Institution for Science in Baltimore. 

## Forschung

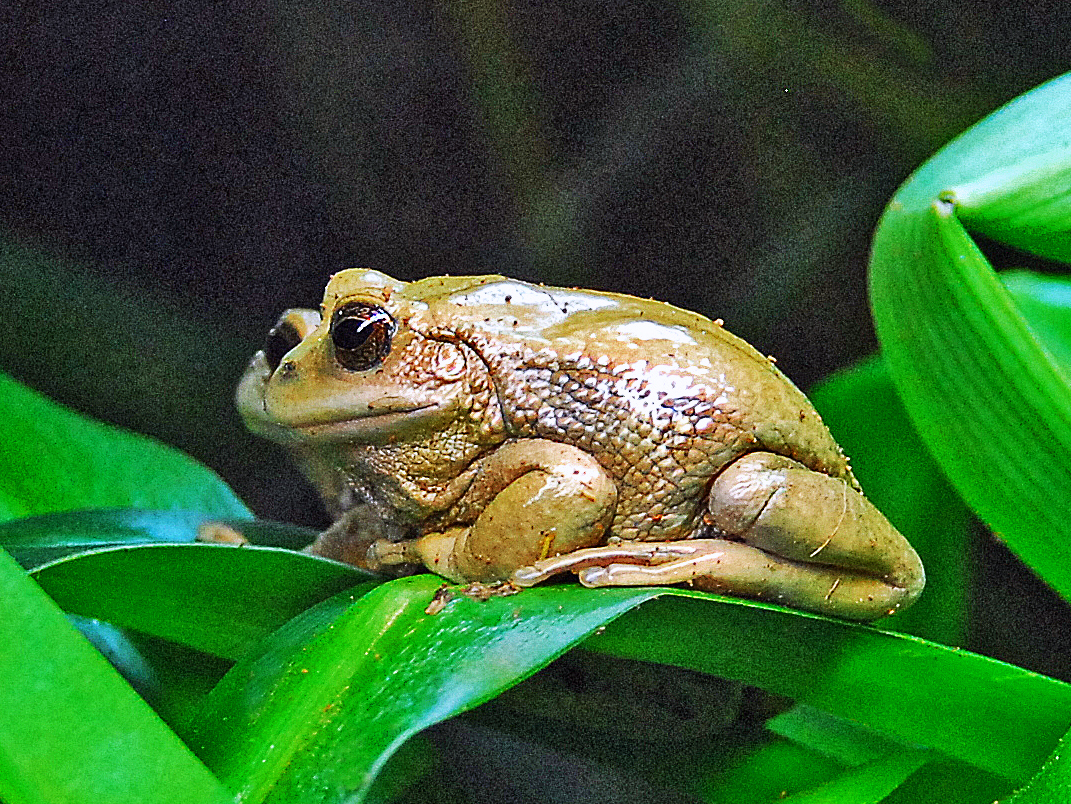
Gastrotheca riobambae

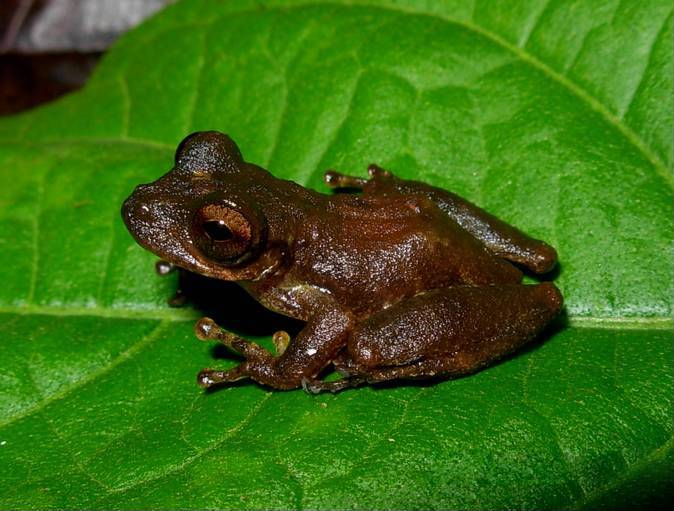
Flectonotus pygmaeus

Sie leitete die Studie abgeleiteter Fortpflanzungsarten und der Embryonalentwicklung bei Amphibien mit molekularen, zellulären, endokrinologischen, entwicklungsbezogenen und naturhistorischen Techniken und Analysen. Ihre Arbeit konzentrierte sich auf die Analyse der Fortpflanzung, Oogenese und Gastrulation bei Fröschen. Sie untersuchte den Beutelfrosch Gastrotheca riobambae, der seine Eier in einem Beutel auf dem Rücken trägt. Diese Fortpflanzungsanpassungen unterscheiden sich von Fröschen mit aquatischer Fortpflanzung und ähneln den Strategien der Vögel und Säugetiere, obwohl einige Merkmale froschähnlich bleiben. Diese terrestrische Form der Fortpflanzung kommt ausschließlich bei den lateinamerikanischen Fröschen der Familie Hemiphractidae vor. Die Eier dieser Frösche sind sehr groß und haben bei verschiedenen Arten einen Durchmesser von 3 bis 10 mm. 
Del Pino untersuchte weitere Beutelfrösche und entdeckte bei dem venezolanischen Frosch Flectonotus pygmaeus die mehrkernige Oogenese. Eizellen haben im Frühstadium bis zu 3000 meiotische Kerne in einer einzigen Zelle. Die vielen Kerne gehen allmählich verloren, bis in der reifen Eizelle mit Dotter nur noch ein einziger Kern übrigbleibt, der ein einzelnes Keimbläschen bildet. Sie erweiterte den Vergleich von Oogenese und Gastrulation auf verschiedene Froscharten mit aquatischen und terrestrischen Fortpflanzungsarten. Ihre Analysen enthüllten eine umfassende Modularität in den Entwicklungsprozessen, die den Verschluss des Blastoporus und die Verlängerung der Chorda dorsalis bei Amphibien steuern, Merkmale, die mit Fortpflanzungsarten und ökologischen Anpassungen korrelieren.
Del Pino ist ausländisches Mitglied der Amerikanischen Gesellschaft für Ichthyologen und Herpetologen, Mitglied der Lateinamerikanischen Akademie der Wissenschaften, ausländisches Mitglied der Amerikanischen Gesellschaft für Ichthyologen und Herpetologen, ausländisches Mitglied der American Academy of Arts and Sciences, ausländisches Mitglied der US National Academy of Sciences und Gründungsmitglied der Ecuadorianischen Akademie der Wissenschaften.

## Auszeichnungen
- 1986: Diplom des World Wildlife Fund für Bildung zum Naturschutz auf den Galapagosinseln
- 2000: UNESCO-L’Oréal-Preis für Lateinamerika[6]
- 2003: Sheth Distinguished International Emory Alumni Award
- 2005: Medal Lecture of The World Academy of Sciences for the Advancement of Science in Developing Countries (TWAS)
- 2006: Mitglied der American Academy of Arts and Sciences[7]
- 2006: Mitglied der National Academy of Sciences[8]
- 2012: Eugenio Espejo Prize in the Sciences, Government of Ecuador
- 2019: Prize of the Latin American Society of Developmental Biology (LASDB)
- 2022: Developmental Biology-Society for Developmental Biology Lifetime Achievement Award[9]

## Veröffentlichungen (Auswahl)
- Embryogenesis of marsupial frogs (Hemiphractidae), and the changes that accompany terrestrial development in frogs. In: Results and Problems in Cell Differentiation, 2019, S. 379–418.
- The extraordinary biology and development of marsupial frogs (Hemiphractidae) in comparison with fish, mammals, birds, amphibians and other animals. In: Mechanisms of Development, 2018, S. 2–11.
- mit Richard P. Elinson: Developmental diversity of amphibians. In: WIREs Developmental Biology, 2012, S. 345–369.
- mit Michael Venegas-Ferrín, Andrés Romero-Carvajal, Paola Montenegro-Larrea, Natalia Sáenz-Ponce, Iván M. Moya, Ingrid Alarcón, Norihiro Sudou, Shinji Yamamoto, Masanori Taira: A comparative analysis of frog early development. Proceedings of the National Academy of Sciences, U. S. A, 2007, S. 11882–11888.